# پیش‌بینی عشق
پیش‌بینی عشق (انگلیسی: Love Forecast; کره‌ای: 오늘의 연애؛ به معنی عشق امروز) یک فیلم ساخت کره جنوبی سال ۲۰۱۵ در ژانر کمدی رمانتیک به کارگردانی و نویسندگی‌مشترک، پارک جین-پیو است. این فیلم با بازی لی سونگ گی و مون چه وون، رابطه زن و مرد را به زیبایی و پیچیدگی هوا توصیف می‌کند.

## بازیگران
- لی سونگ گی در نقش کانگ جون-سو[۸][۹]
- مون چه وون در نقش کیم هیون-وو[۱۰]
  - هونگ هوا-ری در نقش کودکی هیون-وو
- لی سو جین در نقش لی دونگ-جین
- جونگ جون-یونگ در نقش یوم هیو-بونگ/اندرو[۱۱]
- گو یون در نقش جه-جونگ
- لیزی در نقش مین-آه[۱۲]
- ریو هوا یونگ در نقش هی-جین[۱۳][۱۴]
- پارک شی-اون در نقش جون-هی
- ها کیونگ-مین در نقش هان سئونگ-گو
- پارک اون-جی در نقش چا میونگ-سون
- نام نونگ-می در نقش مادربزرگ حمام
- هونگ سونگ-هون در نقش مرد در شهربازی
- سونگ یونگ-چانگ در نقش مدیر اداره مرکزی
- ایم جونگ-یون در نقش مدیر کل

### حضور افتخاری
- ایم ها ریونگ در نقش مدیر مدرسه
- کیم کپ سو در نقش پدر جون-سو
- لی کیونگ-جین در نقش مادر جون-سو
- کیم بو-سون در نقش مادر هیون-وو
- کیم کوانگ-کیو در نقش مرد بدون دفتر در محله هونگ‌ده
- هونگ سوک-چون در نقش صاحب رستوران چین تایلندی من
- کیم سو یئون در نقش دوست‌دختر سابق جون-سو ۱
- گین در نقش دوست‌دختر سابق جون-سو ۲[۱۵]

## تولید
این اولین فیلم لی سونگ گی بود و پروژه مجدد با مون چه وون پس از سریال میراث درخشان در سال ۲۰۰۹ بود.
پیش‌بینی عشق فیلم‌برداری را در ژوئیه ۲۰۱۴ آغاز کرد و در ۹ نوامبر ۲۰۱۴ به پایان رسید.

## گیشه
پیش‌بینی عشق در ۱۵ ژانویه ۲۰۱۵ اکران شد. این فیلم در گیشهٔ کره جنوبی با کسب ۷٫۸۰ میلیارد وون (۷٫۲۳ میلیون دلار آمریکا) فروش از ۹۷۲٬۰۰۰ بلیت در پنج روز اول، در جایگاه دوم قرار گرفت. تا ۵ فوریه، ۱۴٬۹۲۵٬۷۳۸٬۶۸۷ وون (۱۳٬۳۹۵٬۲۷۲ دلار آمریکا) از ۱٬۸۹۲٬۱۲۵ بلیت به دست آورد.